# Zoo Almaty
Koordinaten: 43° 15′ 48″ N, 76° 58′ 27″ O
Der Zoo Almaty (kasachisch Алматы хайуанаттар бағы Almaty chaiuanattar baghy / russisch Алматинский зоопарк) ist der Zoo der Stadt Almaty in Kasachstan und wurde am 7. November 1937 als staatliches Unternehmen in der ehemaligen Sowjetunion eröffnet. Er umfasst eine Fläche von etwa 22 Hektar. Im Jahr 2015 wurde er von rund 420.000 Gästen besucht. Die Tiere im Zoo sind in sieben Abteilungen untergebracht: fleischfressende Säugetiere, Huftiere, Primaten, Greifvögel, exotische Vögel, Exotarium, Aquarium. Ein besonderes Augenmerk wird auf die vielfältige Tierwelt Kasachstans gelegt. Der Zoo hat sich außerdem auf die Zucht von Greifvögeln (Accipitriformes) spezialisiert.

## Tierbestand
Je nach der Verfügbarkeit zusätzlicher Arten in Austauschprogrammen mit anderen Zoos, anhand von eigenen Zuchterfolgen, Schenkungen, Umbauten von Anlagen oder aufgrund von Verlusten wegen des Alters der Tiere, schwankt die Anzahl der gezeigten Tiere jahrweise. In der Abteilung für Huftiere wurden u. a. die beiden afrikanischen Nashornarten (Rhinocerotidae) gezeigt.

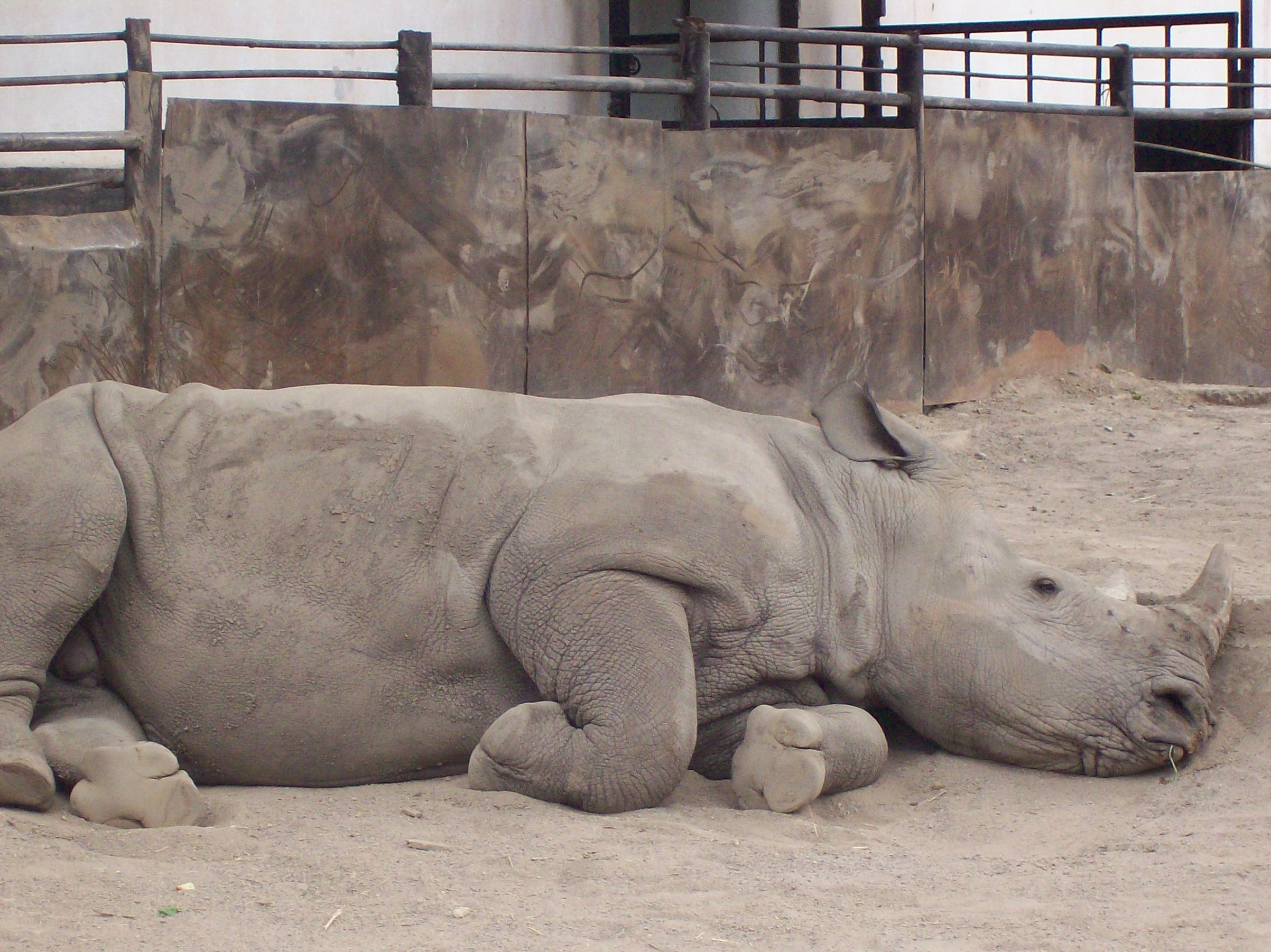
Spitzmaulnashorn (Diceros bicornis) (2008)
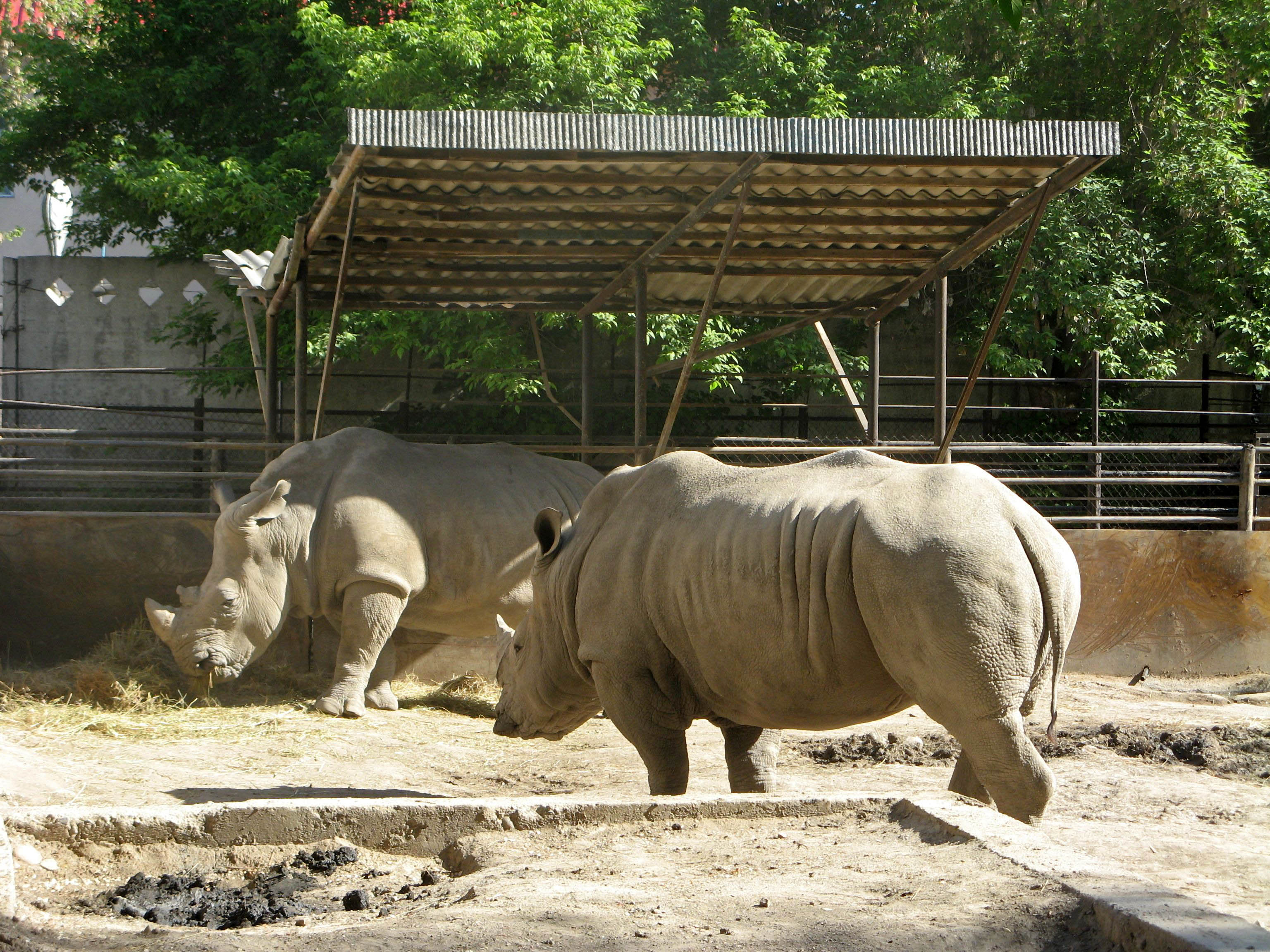
Breitmaulnashörner (Ceratotherium simum) (2012)

Im Jahr 2015 wurde der folgende Tierbestand dokumentiert:
- Säugetiere: 74 Arten in 323 Exemplaren
- Vögel: 124 Arten in 844 Exemplaren
- Reptilien: 56 Arten in 195 Exemplaren
- Amphibien: 3 Arten in 37 Exemplaren
- Fische: 83 Arten in 4029 Exemplaren
- Wirbellose: 5 Arten in N/A Exemplaren
- Gesamt: 345 Arten mit 5428 Exemplaren

Die Gesamtartenzahl hat sich demnach gegenüber 2005, als 523 Arten gezählt wurden, deutlich verringert.

## Kritik an der Tierhaltung
Nachdem im Zoo Almaty bereits sechs der seltenen Schneeleoparden (Panthera uncia) und weitere Tiere verendet waren, was der Öffentlichkeit vorenthalten wurde, führte der Tod eines weiblichen Tigers (Panthera tigris) 2016 zu deutlicher Kritik und zu Diskussionen, ob die Tierhaltung im Zoo artgerecht und mit der nötigen Sorgfalt durchgeführt wird. Es wurde darauf hingewiesen, dass viele Bedingungen der Tierhaltung nicht den modernen Anforderungen entsprechen und dass nahezu alle Winterhäuser der Tiere, die veterinärmedizinische Abteilung und weitere Einrichtungen abgenutzt und restaurierungsbedürftig sind. Da die Verbesserungen nur schleppend durchgeführt wurden und weitere Todesfälle auftraten, unterzeichneten mehr als 20.000 Personen 2019 eine Petition, in der die Schließung des Zoos gefordert wurde, was von offizieller Seite zurückgewiesen wurde.

## Trivia

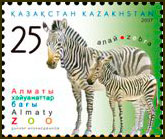
Zebras auf einer Briefmarke von 2007

Die Post von Kasachstan brachte im Jahr 2007 zwei Briefmarken des Zoos Almaty heraus, auf denen ein Elefant sowie Zebras dargestellt sind.